# Бёклин фон Бёклинзау, Фридрих
Фридрих Вильхельм Карл Леопольд Фрайхерр Бёклин фон Бёклинзау (нем. Friedrich Wilhelm Karl Leopold Freiherr Böcklin von Böcklinsau; 1767—1829) — баденский военный деятель, генерал-майор, участник наполеоновских войн.

## Биография
Фридрих был старшим сыном Фридриха Фрайхерра Бёклина фон Бёклинзау (нем. Friedrich Freiherr Böcklin von Böcklinsau; 1745—1813) и его жены Шарлотты, урожденной Фрайин Рёдер фон Дирсбург (нем. Charlotte Freiin Roeder von Diersburg; 1743—1820). Бёклин получил образование в пажном дворе герцога Брауншвейгского. Бёклин женился на Луизе Фрейин фон Ратсамхаузен (нем. Luise Freiin von Rathsamhausen; 1768—1799) 29 марта 1798 года, а после ее ранней смерти 1 октября 1799 года - на её сестре Каролине (нем. Caroline Freiin von Rathsamhausen; 1766—1834). В этом брака родились пять детей. 
Затем он поступил на военную службу и принял участие в осаде Маастрихта в качестве капитана во время Первой коалиционной войны. В этом звании он перешел в баденскую армию в 1803 году и в 1805 году был произведён в майоры гренадерского батальона. В следующем году он участвовал в кампании против Пруссии, и принял участие в осаде Данцига. После того, как Бёклин дослужился до звания полковника и командира полка в 1809 году, он выступил против Австрии со своим так называемым «Пфальцским полком» (нем. Pfälzerregiment), а в 1812 году — против России. Там он был свидетелем пожара Москвы. Во время отступления он был назначен охранять казну императора Наполеона и в начале декабря 1812 года попал в плен под Вильно. Бёклин не возвращался на свою родину в Баден до 1814 года, и ему было поручено организовать ландштурм. 
Получив звание генерал-майора, он вышел в отставку в 1826 году и после выхода на пенсию жил в своём имении Руст.

## Награды
Кавалер баденского ордена военных заслуг Карла-Фридриха
 Легионер ордена Почётного легиона (17 октября 1812 года)